# Margarethe von Ostfriesland
Margarethe von Ostfriesland (* 10. April 1500 in Burg Berum; † 15. Juli 1537 in Alt-Wildungen (heute: Bad Wildungen)) war als Frau des Grafen Philipp IV. Gräfin von Waldeck-Wildungen.

## Leben
Margarethe war eine Tochter des Grafen von Ostfriesland, Edzard Cirksena von Ostfriesland, und der Elisabeth von Rietberg. Sie hatte sechs Geschwister: drei Brüder und drei Schwestern.
1521 reiste sie in Begleitung ihrer Verwandten Margaretha von Rietberg, der Witwe Friedrichs III. von Braunschweig-Calenberg-Göttingen, zum Reichstag von Worms. Dort lernte sie Philipp IV. von Waldeck-Wildungen kennen und verlobte sich noch in Worms mit ihm. Am 17. Februar 1523 heiratete das Paar in Emden. Als Brautschatz zahlten Margarethes Eltern die vergleichsweise hohe Summe von 8.000 Rheinischen Gulden. Aus dieser Ehe gingen neun Kinder hervor, darunter auch Margaretha von Waldeck (1533–1554), deren Schicksal nach Meinung des hessischen Lehrers und Heimatforschers Eckhard Sander die Grundlage für den Märchenstoff der Prinzessin Schneewittchen gewesen sein soll.
1537 verstarb sie im Kindbett nach der Geburt ihrer Tochter Esther. Sie wurde in der Stadtkirche von Niederwildungen (heute: Bad Wildungen) beigesetzt.

## Familie
Mit dem Grafen Philipp IV. hatte sie folgende Kinder:
- Ernst (* 1523/24; † 1527)
- Elisabeth (* 10. Dezember 1525; † 30. März 1543 auf Schloss Waldeck); verheiratet 1542 mit Graf Reinhard von Isenburg († 28. Februar 1568)
- Samuel (* 2. Mai 1528 auf Schloss Waldeck; † 6. Januar 1570 auf Schloss Alt-Wildungen); verheiratet 8. Oktober 1554 mit Anna Maria von Schwarzburg-Blankenburg (1538–1583), Tochter von Graf Heinrich XXXII.
- Daniel, Graf von Waldeck-Wildungen (* 1. August 1530; † 7. Juni 1577 in Waldeck); er folgte Philipp als regierender Graf von Waldeck-Wildungen; verheiratet 11. November 1568 mit Barbara von Hessen (1536–1597), Tochter von Landgraf Philipp I. von Hessen und Witwe von Georg I. von Württemberg-Mömpelgard
- Heinrich IX., Graf von Waldeck-Wildungen (* 10. Dezember 1531; † 3. Oktober 1577 in Werbe); verheiratet 19. Dezember 1563 mit Anna von Viermund († 17. April 1599)
- Margaretha (* 1533; † 1554 in Brüssel)
- Friedrich (* 1534; † 1557 in St. Quentin)
- Anastasia (* 1536; † 1561 in Heidelberg)
- Esther (* 1537 in Alt-Wildungen; † wohl 1537)